# Anopleta depressicollis
Anopleta depressicollis är en skalbaggsart som först beskrevs av Fauvel 1872.  Anopleta depressicollis ingår i släktet Anopleta, och familjen kortvingar. Arten är reproducerande i Sverige.